# João de Casal
João de Casal OSA (lateinisch Joannes do Casal; chinesisch 嘉; * 1641 in Castelo de Vide, Alentejo, Königreich Portugal; † 20. September 1735 in Macau, Kaiserreich China) war ein portugiesischer Geistlicher.
Er studierte und promovierte in Theologie an der Universität von Évora. Er wurde für den Augustinerorden zum Priester geweiht.
1690 wurde er von König D. Pedro II. zum Bischof von Macau ernannt und im selben Jahr von Papst Alexander VIII. bestätigt. Nach der Bestätigung beschloss der Papst, die Diözesen Nanjing und Peking zu errichten, wobei die Diözese Macau nun nur noch für die Katholiken von Macau und die Provinzen Guangdong und Guangxi zuständig war. Am 25. Juli 1690 weihte Veríssimo de Lencastre, emeritierter Erzbischof von Braga, ihn in Lissabon zum Bischof. Mitkonsekratoren waren Agostinho da Anunciação, Erzbischof von Goa, und José Saldanha, Bischof von Funchal. Er nahm das Bistum am 20. Juni 1692 in Besitz. Er war der erste Bischof nach 79 Jahren Sedisvakanz.
Nach seinem Tod folgte ihm sein Koadjutor-Bischof, Eugénio Trigueiros, nach.